# Innenverdeck

Prinzip-Zeichnung eines nachrüstbaren Innenverdecks

Mit Innenverdeck (auch Dachhimmel, Innenhimmel genannt) wird die Innenverkleidung eines Stoffverdecks in einem Cabriolet oder Roadster bezeichnet.
Cabriolets und Roadster wurden bis zur Jahrtausendwende vielfach nur mit ungefütterten, dünnen Stoff-Verdecken ausgerüstet. Für Roadster war dies lange Zeit ein Kennzeichnungsmerkmal. Moderne zweisitzige Cabrios sind im ursprünglichen Sinn auch daher eigentlich keine Roadster mehr, da sie überwiegend komfortable, auch elektrisch betriebene Klappverdecke aus Stoff, Metall oder auch Kunststoff besitzen.
Für viele offene Fahrzeuge ohne diese komfortablen Klappdächer wurden zum Schutz des Stoffverdecks im Winter sowie zur Geräusch- und Temperaturisolation Hardtops entwickelt, die bei eingefaltetem Verdeck als festes Dach montiert werden können. Parallel entstand als Alternative zum Hardtop das Innenverdeck, eine Verkleidung des „Verdecks von Innen“ für offene Fahrzeuge, die werksseitig nicht mit einem Dachhimmel oder Innenhimmel ausgerüstet oder dafür vorgesehen sind. So wie das Hardtop ist das Innenverdeck einfach nachrüstbar.
Ein Innenverdeck wird mit Kunststoff- bzw. Gummiprofilen, klett- und knöpfbaren Bändern befestigt. Es besteht meist aus einem mit einer Isolationsschicht rückseitig kaschierten Velourstoff, der sowohl Lärm abhalten als auch Temperaturschwankungen ausgleichen kann. Ein Innenverdeck kann wie ein werksseitiger Dachhimmel ständig montiert bleiben.

Roadster ohne und mit Innenverdeck
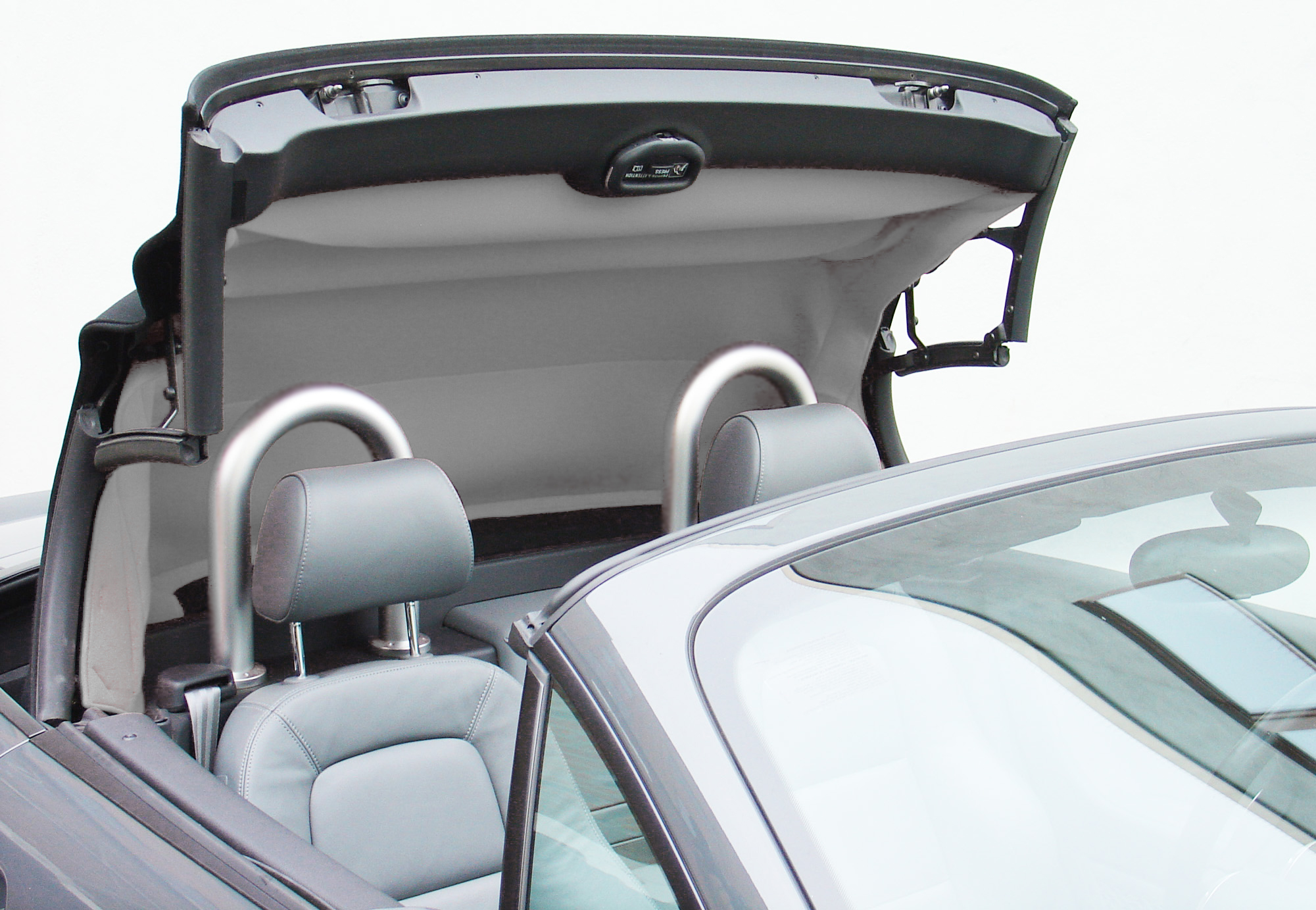
Geöffnetes Cabrio mit Innenverdeck
Moderner Roadster mit Innenverdeck